# Homeotermia
La homeotermia es el proceso mediante el cual determinados animales denominados homeotermos mantienen su temperatura corporal dentro de unos límites, independientemente de la temperatura ambiental. El proceso consume energía química procedente de los alimentos ya que estos organismos tienen mecanismos para producir calor en ambientes fríos o para ceder calor en ambientes cálidos, conocidos en su conjunto como termorregulación. Estos mecanismos están situados en el hipotálamo, la piel, el aparato respiratorio, etc. 
Los mamíferos y las aves son los dos grandes grupos con el mecanismo termorregulador. Gracias al autoabastecimiento de calor, algunos animales homeotermos pueden sobrevivir en condiciones de frío muy adversas como es el caso de los pingüinos.
Lo contrario a la homeotermia, es la poiquilotermia, cuando los animales no disponen de mecanismos químicos para regular su temperatura corporal. Un ejemplo de esto lo tenemos en los reptiles, que pasan largas horas al sol para conseguir la temperatura necesaria para que su metabolismo funcione. Como los poiquilotermos no gastan energía al no producir calor, pueden estar largos periodos sin alimentarse. Por ejemplo, una serpiente puede estar meses sin comer, mientras que un mamífero necesita alimentarse diariamente, salvo que esté en estado de hibernación.
Tradicionalmente, a los seres homeotermos se les denominaba animales de sangre caliente por oposición a los de sangre fría, pero hay consenso entre los científicos para desaconsejar esta nomenclatura, en razón de su vaguedad, ya que los tipos de temperatura corporal no pueden encasillarse simplemente en una u otra categoría, sino que hay un amplio espectro de mecanismos mediante los cuales el cuerpo mantiene estable la temperatura, siendo los ideales de sangre fría y sangre caliente los extremos de dicha gama.
A su vez no debe confundirse la clasificación de un organismo como homeotermo o poiquilotermo con la clasificación entre endotermo o ectotermo, ya que la primera hace referencia a la capacidad de mantener la temperatura constante y la segunda a la procedencia de la fuente de calor (ambiente o metabolismo); a su vez hay casos de especies homeotermas y ectotermas como algunos peces abisales y también de poiquilotermas y endotermas como colibríes, murciélagos y otros mamíferos hibernantes.
En el caso de los humanos, la variación de la temperatura no pasa más allá de los 0,6 °C, aún sometidos a temperaturas altas (60 °C) o relativamente bajas (12 °C).